# Happening
A happeninget 1959-ben Allan Kaprow találta ki New York egyik központi képtárában, de ugyanebben az időben is tartottak ilyen stílusú előadásokat Japánban, Tokióban és Oszakában is. A happeninget vagy eseményművészetet Kaprow így fogalmazta meg: „olyan történések együttese, melyek több mint egy időben, egy helyen történnek, vagy melyeket így figyeltek meg”. A környezetet, a zenét, a művész testét, a tárgyakat alkalmazza, s a közönséget is résztvevővé avatja. Bárhol előadható: az önkiszolgálóban, az utcán, a konyhában, egy pillanatban vagy sorozatosan.
A happening ősei a futuristák, dadaisták és a szürrealisták által szervezett estélyek voltak. A műfaj New Yorkban született 1959-ben, ahol számos, nem is mindig happeningnek nevezett összejövetelre került sor, festő- és szobrászművészek kezdeményezésére. A tabukat feloldó, a cselekvést és álmot összekapcsoló happening a világ közvetlen kifejezőeszköze volt abban az időben. Európa-szerte 1962-ben a Libre Expression (Szabad Kifejezés) fesztiválja alkalmával terjedt el, majd a Nemzetek Színházába is bejutott.
Az első magyarországi happeninget St. Auby Tamás és Altorjay Gábor rendezte Erdély Miklós testvérének pincéjében 1966. június 25-én Az ebéd. In memoriam Batu Kán címmel.

## Happening művészek
- Vito Acconci
- Allan Kaprow
- Joseph Beuys
- Wolf Vostell
- Nam June Paik
- Dick Higgins
- Hornyánszky Gyula, festő